# Ґаювка-Кольонія
Гаювка-Кольонія (пол. Gajówka-Kolonia) — село в Польщі, у гміні Далікув Поддембицького повіту Лодзинського воєводства.
У 1975-1998 роках село належало до Серадзького воєводства.